# ルパン三世 (タイトー)
ルパン三世（ルパンさんせい、LUPIN III）は、1980年4月にタイトーにより開発・発売されたアーケードゲーム式コンピュータゲーム。ジャンルはアクションゲームである。
モンキー・パンチの漫画・アニメ『ルパン三世』を題材にした初のテレビゲーム作品であり、『スペースインベーダー』のアーケードゲーム基板流用作品の1つである。

## フィーチャー（ゲーム概要）

### 登場キャラクター
ルパン三世
プレイヤーキャラクターで、色は黄色。シルクハットやマントを着用した外見はアルセーヌ・ルパンに近い。
銭形警部
ドゴール帽をかぶり警棒を持つなど、デザインは昔のフランス警察に近い。ルパンの軌跡をしつこく追いかけてくるが、T字路でルパンが急に曲ると見過ごして直進する（これは当時のタイトーの『スペースチェイサー』のミサイルに似ている）。
警備員
フィールド内をランダムに歩き回っている。
犬
フィールド下部を左右に行き来するだけで、上下には動かない。停止して鼻をかぐ仕草では効果音も出る。
- キャラの色は原則として黄色である。詳細は後述。
- 敵は当初1体ずつしか存在しないが、面クリアが進むと犬2匹 → 警備員2人 → 銭形警部2人と増えていく。

### ゲーム進行
- 迷路状のフィールドが登場する。フィールドの壁は十手やワルサーP38などを並べた、当時としては小粋なデザインとなっている。迷路は一種類だけで、何面進んでも変わらない。
- 現金袋がフィールド上部に8個あるので、ルパンを真下に移動させてレバーを上に動かすと現金袋を取れる。同時に2個まで取れるが、この場合動きが遅くなる。
- 敵の追跡から逃れる手段として、ボタンを押すことによりワープが可能。ただしワープ先は完全なランダムでなく、フィールド内の決められた8ヶ所だけであり、またTIMEとは別に存在するBONUSが500ポイントが減る。ワープは4回行うとBONUSがゼロとなり、その面ではもうワープできない。
- ルパンが地下金庫の隣に来ると、運んできた現金袋が地下金庫にたまり、ルパンはどこかにワープする。この時のワープではBONUSは減らない。
- BGMには4種類あり、TIMEが減るにつれ変わっていく。なおBGMが変わるTIMEの減少基準値に異なるものが存在するが、基板にバージョン違いがあるか、ディップ（内部）スイッチで切り替え可能かは不明。

1. BGMなし - 2か3の状態で、現金袋を持つまではこの状態。
2. ゲームオリジナルのBGM - 開始当初。
3. 『ルパン三世 (TV第2シリーズ)』（いわゆる「新ルパン」）で有名なルパン三世のテーマ - TIMEが中盤まで減るとこれに変わる。
4. せわしないオリジナルのBGM -  TIMEが残り少なくなるとこれに変わり、敵も一気に六体フル登場する（この辺は『平安京エイリアン』と同じ）。

- 現金袋を8個全て地下金庫に持ち込めば一面クリアで、BONUSが残っていればスコアに加算される。

### バグ
- ルパンと銭形が接近し過ぎたまま歩くと、画面にドットが残る。これはインベーダー基板のグラフィック機能が1つのビットマップだけで、スプライト (映像技術)を使用していないからである。
- 地下金庫に着いた瞬間ワープボタンを押すと、プログラムが地下金庫によるワープとワープボタンによるワープを混同し、ルパンがあちこち勝手にワープし続けたり、現金袋の位置や数が乱れる。
- 銭型警部を誘導して、地下金庫入口に進むように仕向けると、金庫のドル袋表示の手前で上部に移動し壁を突き抜け破壊してしまう。

## フィーチャー以外の要素

### デモ画面
これまでのゲームと比べて、デモ画面がやや多めに散りばめられているのが特徴の一つである。
1. ゲーム開始時 - 金庫のあるビルに、ヘリコプターからロープを垂らしてルパンが降りていく。隣のビルにはTAITOの看板がある。
2. 何面かクリアするたびのコーヒーブレークデモ - ルパンが不二子に会いに行くシーンが登場する。初期の段階では不二子に殴られて終わりだが、面が進むと相思相愛となり、足元に子供が出現、数が増えていく。
3. ミス時 - ルパンが鉄格子の中に放り込まれ、鉄の扉が閉まる音がする。
4. ゲームオーバー - 手錠をされたルパンが銭形に引かれ、警察署に連れて行かれる。また、ハイスコアを出した場合は連行シーンの前に画面全体の色が変わり"YOU MUST BE LUPIN"(お前がルパンだな！)という文字が点滅表示される。

2と4のBGMは電話の保留音などでもよく聴かれる、知名度の高い曲（J. S. バッハ: パルティータ第1番より「メヌエットII」）が使われている。

### 視覚効果
- デモ画面が日本語版は「ルパン三世」、英語版は「LUPIN III」と出る。著作権も「(C) NTV」が表示されている。
- インストラクションカードやアップライト式筐体は「新ルパン」のアニメ絵で飾られている。

### バージョンによる違い
オリジナル版
工場出荷時から『ルパン三世』として作られたもの。キャラクターの色は全て黄色だが、地下金庫の隣だけは緑になる。
インベーダー基板改造版
画面の色配置が『インベーダー』と同じままになっている。またBGMの音質がオリジナル版より低く、ゲームオーバー時はオリジナル版とまったく異なる『ヴォルガの舟歌』がかかる。
MAME版
ルパンは黄色だが、他のキャラクターには黄色以外の固有色が付いている。外部リンクのKLOVの掲載画像もMAME版である。これは『タイトーメモリーズ』（『ルパン三世』は未収録）のインベーダー基板流用ゲームにも同じ傾向が見られる。
インベーダー基板改造版その2
キャラクターの色は全て紫で、サウンドも一部異なる。近年出回っているもので、同様の改造基板は『ルナレスキュー』なども存在する。

## 移植
- MZ-80K/C版 - 「I/O (雑誌)」1981年3月号に投稿掲載。すべてプログラム文（BASIC）形式で記載されている。アーケード版との違いはキャラクタグラフィックを使っている事、敵キャラに違いがなくすべて"@"である事など。こちら掲載記事にもモンキー・パンチの漫画絵が添えられていた。なお、この掲載はまだ著作権が現代ほど厳格に運用されていなかった時期のものでもあり、著作権保有元が正式許諾したものかどうかはハッキリしていない。

家庭用ゲーム機には全く移植されていなかったが、2022年3月2日にタイトー自らリリースする予定の復刻系テレビゲーム機『イーグレットツー ミニ』に初めて移植・収録された。